# راوند أب

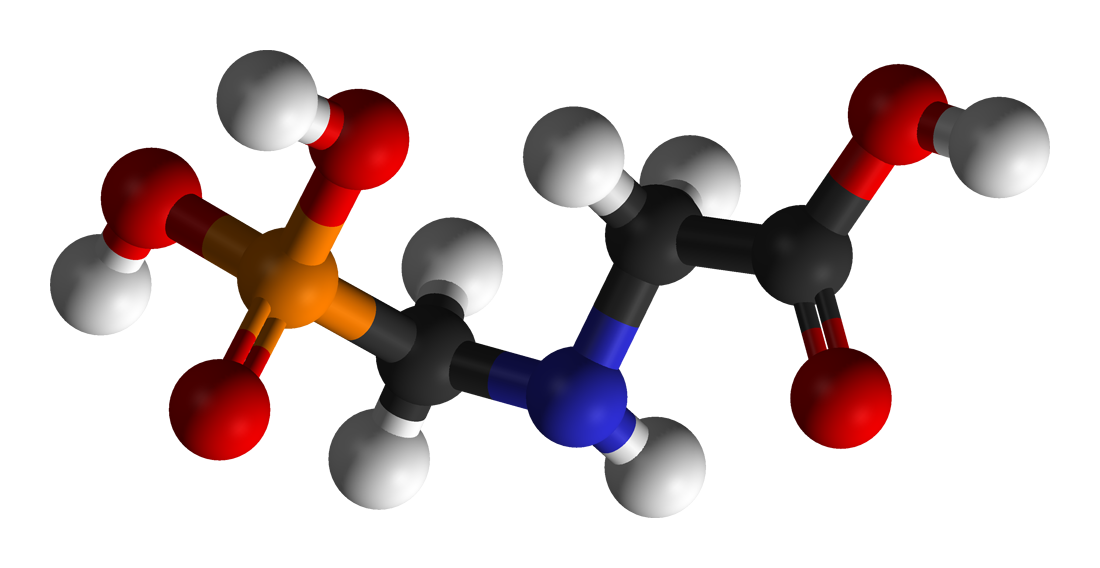

راوند أب (بالإنجليزية: Roundup)‏ هو الاسم التجاري لمبيد أعشاب قائم على الغليفوسات من إنتاج شركة مونسانتو التي استحوذت عليها باير في عام 2018. هو مبيد جهازي واسع الطيف، يقضي على معظم النباتات التي تتعرض له باستثناء بعض الأنواع المقاومة. كما أنه مبيد الأعشاب الأكثر استخدامًا في الولايات المتحدة.
الغليفوسات هو أكثر مبيدات الأعشاب استخدامًا في الولايات المتحدة. بحلول عام 2009 كانت لا تزال مبيعات مبيدات الأعشاب راوند أب تمثل حوالي 10 بالمئة من عائدات شركة مونستانو على الرغم من المنافسة من المنتجين الصينيين لمبيدات الأعشاب الأخرى التي أساسها الغليفوسات. يمثل الخط الإجمالي للمنتجات، والذي يتضمن النباتات المعدلة وراثيًا حوالي نصف الإيرادات السنوية لشركة مونستانو. يتم تسويق المنتج للمستهلكين بواسطة شركة سكوتس ميراكل جرو.
طورت شركة مونسانتو جزيء الغليفوسات وحصلت على براءة اختراعه في السبعينيات، وقامت بتسويقه على أنه راوند أب من عام 1973. واحتفظت بالحقوق الحصرية للغليفوسات في الولايات المتحدة حتى انتهاء صلاحية براءة الاختراع الأمريكية في سبتمبر 2000 ؛ انتهت البراءة في بلدان أخرى في وقت أبكر. علامة راوند أب التجارية مسجلة لدى مكتب براءات الاختراع الأمريكي ولا تزال موجودة. ومع ذلك لم يعد الغليفوسات خاضعًا لبراءة اختراع لذلك تستخدمه المنتجات المماثلة كمكون نشط. المكون الفعال الرئيسي في راوند أب هو ملح الأيزوبروبيلامين للغليفوسات. مكون آخر في راوند أب هو المؤثر السطحي POEA (بولي أوكسي إيثيلين أمين).
أنتجت شركة مونسانتو أيضًا بذورًا تنمو لتصبح نباتات معدلة وراثيًا لتكون قادرة على تحمل الغليفوسات. الجينات الموجودة في هذه البذور حاصلة على براءة اختراع. تسمح هذه المحاصيل للمزارعين باستخدام الغليفوسات كمبيد للأعشاب بعد ظهور معظم الأعشاب ذات الأوراق العريضة والحبوب.

## تركيبه الكيميائي
المادة الفعالة في هذا المبيد هي غلايفوسيت (بالإنجليزية: Glyphosate)‏ أو ملح ايسوبروبيل أمين (بالإنجليزية: Isopropylamine)‏.
راونداب له الصيغة C3H8NO5P ، حيث يحوي الفوسفور في تركيبه.
بالإضافة إلى محتوى ملح الغليفوسات تحتوي التركيبات التجارية لـ راوند أب على المؤثرات السطحية، والتي تختلف في الطبيعة والتركيز. ونتيجة لذلك فإن التأثيرات الأولية والثانوية لمبيد الأعشاب ليست مقصورة فقط على المكون النشط الرئيسي.

## السرطنة
هناك أدلة محدودة على أن خطر الإصابة بسرطان الإنسان قد يزداد نتيجة التعرض المهني لكميات كبيرة من الغليفوسات كما في الأعمال الزراعية، ولكن لا يوجد دليل كاف على وجود مثل هذا الخطر من الاستخدام المنزلي كما هو الحال في البستنة المنزلية. كما كان الإجماع بين الوكالات التنظيمية الوطنية لمبيدات الآفات والمنظمات العلمية هو أن استخدامات الغليفوسات الموصوفة لم تُظهر أي دليل على السرطنة البشرية. خلصت منظمات مثل الاجتماع المشترك بين منظمة الأغذية والزراعة ومنظمة الصحة العالمية بشأن مخلفات المبيدات والمفوضية الأوروبية والوكالة الكندية لتنظيم إدارة الآفات والمعهد الاتحادي الألماني لتقييم المخاطر إلى أنه لا يوجد دليل على أن الغليفوسات يشكل مادة مسرطنة أوله سمية جينية للبشر، كما كان التقييم النهائي لهيئة مبيدات الآفات والأدوية البيطرية الأسترالية في عام 2017 هو أن «الغليفوسات لا يشكل خطرًا مسرطنًا على البشر».
قيمت وكالة حماية البيئة إمكانات الغليفوسات المسببة للسرطان عدة مرات منذ عام 1986. في عام 1986 تم تصنيف الغليفوسات في البداية على أنها ضمن المجموعة ج: «مادة مسرطنة بشرية محتملة»، ولكن تم التوصية بها لاحقًا كمجموعة د: «لا يمكن تصنيفها على أنها مسرطنة بشرية» بسبب نقص دلالة إحصائية في دراسات أورام الفئران التي تم فحصها مسبقًا. في عام 1991 تم تصنيفها على أنها من المجموعة هـ: «دليل على عدم كونها مادة مسرطنة للإنسان»، وفي عامي 2015 و 2017 «ليس من المحتمل أن تكون مسرطنة للإنسان».
في عام 2015 صنفت إحدى المنظمات العلمية الدولية وهي الوكالة الدولية لبحوث السرطان الغليفوسات في المجموعة 2ِa «على الأرجح مادة مسرطنة للإنسان». يُعزى الاختلاف في التصنيف بين هذه الوكالة والجهات الأخرى إلى «استخدام مجموعات بيانات مختلفة» و «الاختلافات المنهجية في تقييم الأدلة المتاحة». في عام 2017 أدرج المنظمون البيئيون في كاليفورنيا مادة الغليفوسات على أنها «معروفة للولاية بأنها تسبب السرطان». اتخذ مكتب تقييم مخاطر الصحة البيئية بالولاية هذا القرار استنادًا جزئيًا إلى تقرير الوكالة الدولية لبحوث السرطان.
كتب عالم سموم في شركة مونسانتو في رسالة بريد إلكتروني داخلية عام 2003 "لا يمكن القول إن راوند أب ليس مادة مسرطنة... لم نقم بالاختبار اللازم على التركيبة لإصدار هذا البيان. الاختبار على التركيبات ليس في أي مكان بالقرب من المستوى من المكون النشط. يمكن أن نصنع هذا البيان حول الغليفوسات ويمكن أن نستنتج أنه لا يوجد سبب للاعتقاد بأن راوند أب قد تسبب السرطان. " في رسالة بريد إلكتروني عام 2002 تم الحصول عليها أيضًا كجزء من الاكتشاف في قضية المحكمة كتب أحد علماء شركة مونسانتو إلى زميل "نحن في حالة جيدة جدًا مع الغليفوسات ولكننا معرضين للأذى مع المؤثرات السطحية. ما سمعته منك هو أن هذا يستمر كما هو الحال مع هذه الدراسات - الغليفوسات على ما يرام ولكن المنتج المركب (وبالتالي المؤثر السطحي) يسبب الضرر.

## المحاصيل المعدلة جينيًا
قامت مونسانتو بتطوير راوند أب لأول مرة في السبعينيات. تم استخدامه في البداية من قبل المستهلك بطريقة مماثلة للباراكوات والديكوات كمبيد أعشاب غير انتقائي. بُذلت محاولات لتطبيق مبيدات الأعشاب التي أساسها الغليفوسات على المحاصيل الصفية، لكن مشاكل تلف المحاصيل حالت دون استخدامها على نطاق واسع لهذا الغرض. شهد استخدام راوند أب في الولايات المتحدة نموًا سريعًا بعد الإدخال التجاري لفول الصويا المقاوم للغليفوسات في عام 1996. أصبحت راوند أب ريدي (Roundup Ready)علامة تجارية لمونسانتو لمجموعة بذور المحاصيل الحاصلة على براءة اختراع والتي تقاوم الراوند أب. بين عامي 1990 و 1996 زادت مبيعات راوند أب بنسبة 20٪ سنويًا. بحلول عام 2015 تم استخدام المنتج في أكثر من 160 دولة. يُستخدم راوند أب بشكل كبير على محاصيل الذرة وفول الصويا والقطن التي تم تعديلها وراثيًا لتحمل المواد الكيميائية، ولكن اعتبارًا من عام 2012 عالج الغليفوسات ما يقرب من 5 ملايين فدان في كاليفورنيا لمحاصيل مثل اللوز والخوخ والشمام والبصل والكرز والذرة الحلوة يالإضافة إلى الحمضيات، على الرغم من أن المنتج يطبق مباشرة على أنواع معينة من الذرة الحلوة.

## السمية الحادة

### الإنسان
تختلف الجرعة المميتة للتركيبات المختلفة القائمة على الغليفوسات، خاصة فيما يتعلق بالمؤثرات السطحية المستخدمة. يمكن أن تكون التركيبات المعدة للاستخدام الأرضي والتي تحوي المؤثر السطحي بولي أوكسي إيثيلين أمين (POEA) أكثر سمية من التركيبات الأخرى للأنواع المائية. بسبب التنوع في الصيغ المتاحة بما في ذلك خمسة أملاح غليفوسات مختلفة وتركيبات مختلفة من المكونات الخاملة من الصعب تحديد مقدار المؤثرلت السطحية التي تساهم في السمية الكلية لكل تركيبة. خلصت المراجعات العلمية المستقلة والوكالات التنظيمية بانتظام إلى أن مبيدات الأعشاب القائمة على الغليفوسات لا تؤدي إلى مخاطر كبيرة على صحة الإنسان أو البيئة عندما يتم اتباع التعليمات على ملصق المنتج بشكل صحيح.
السمية الفموية الحادة للثدييات منخفضة، ولكن تم الإبلاغ عن الوفاة بعد تناول جرعة مفرطة متعمدة من راوند أب مركّز. يمكن أن تزيد المؤثرات السطحية في تركيبات الغليفوسات من السمية الحادة النسبية للتركيبة.ومع ذلك لا تُسبب المؤثرات السطحية بشكل عام تأثيرات تآزرية (على عكس التأثيرات المضافة) التي تزيد من السمية الحادة للغليفوسات داخل المستحضر. لا يعتبر المؤثر السطحي بولي أوكسي إيثيلين أمين ذو خطر سمية حاد، حيث له سمية فموية مماثلة لفيتامين ألف وأقل سمية من الأسبرين. يؤدي الابتلاع المتعمد لمقدار من راوند أب يتراوح من 85 إلى 200 مل (من محلول 41 ٪) إلى الوفاة في غضون ساعات من الابتلاع، على الرغم من أنه تم تناوله أيضًا بكميات كبيرة تصل إلى 500 مل مع أعراض خفيفة أو معتدلة فقط. من المحتمل أن يتسبب استهلاك أكثر من 85 مل من المنتج المركز في حدوث أعراض خطيرة لدى البالغين، بما في ذلك الحروق الناتجة عن التأثيرات المسببة للتآكل وكذلك تلف الكلى والكبد. تؤدي الحالات الأكثر شدة إلى «ضائقة تنفسية وضعف في الوعي ووذمة رئوية وتسلل إلى الصدر بالأشعة السينية والصدمة وعدم انتظام ضربات القلب والفشل الكلوي الذي يتطلب غسيل الكلى والحماض الاستقلابي وفرط بوتاسيوم الدم» وغالبًا ما يسبق الموت بطء القلب وعدم انتظام ضربات البطين.
يمكن أن يسبب التعرض للجلد تهيجً، وقد تم الإبلاغ عن التهاب الجلد التماسي الضوئي أحيانًا. تعتبر حروق الجلد الشديدة نادرة جدًا. كتبت وكالة المواد الكيميائية الأوروبية (ECHA) في تقييم للمخاطر عام 2017: «هناك معلومات محدودة للغاية عن تهيج الجلد لدى البشر. وحيث تم الإبلاغ عن تهيج الجلد، فمن غير الواضح ما إذا كان مرتبطًا بالغليفوسات أو المركبات المشتركة في تركيبات مبيدات الأعشاب التي تحتوي على الغليفوسات». وخلصت الوكالة الأوروبية للمواد الكيميائية إلى أن البيانات البشرية المتاحة غير كافية لدعم تصنيف تآكل الجلد أو تهيجه.
الاستنشاق هو طريقة بسيطة للتعرض لكن رذاذ الرش قد يسبب عدم الراحة في الفم أو الأنف، طعم غير سار في الفم، أو نخز وتهيج في الحلق. قد يؤدي التعرض للعين إلى التهاب ملتحمة خفيف. إصابة القرنية السطحية ممكنة إذا تأخر غسل العين أو كان غير كافٍ.

### الكائنات المائية
تركيبات الغليفوسات مع بولي أوكسي إيثيلين أمين مثل راوند أب غير مصدق عليها للاستخدام المائي بسبب سميتها للكائنات المائية. نظرًا لوجود البولي أوكسيد إيثيلين أمين فإن تركيبات الغليفوسات المسموح باستخدامها على اليابسة هي أكثر سمية بالنسبة للبرمائيات والأسماك من الغليفوسات وحده. قد يكون لتركيبات الغليفوسات الأرضية التي تحتوي على المؤثرات السطحية مثل بولي أوكسيد إيثيلين أمين تأثيرات سلبية على الكائنات المائية المختلفة مثل الأوليات، وبلح البحر، والقشريات، والضفادع والأسماك. تقتصر مخاطر تعرض الكائنات المائية للتركيبات الأرضية مع بولي أوكسي إيثيلين أمين على الانجراف أو جيوب المياه المؤقتة. في حين أن الدراسات المختبرية يمكن أن تظهر تأثيرات تركيبات الغليفوسات على الكائنات المائية نادرًا ما تحدث ملاحظات مماثلة في هذا المجال عند اتباع التعليمات الموجودة على الملصق الموجود على مبيدات الأعشاب.
أظهرت الدراسات التي أُجريت على مجموعة متنوعة من البرمائيات سمية المنتجات التي تحتوي على بولي أوكسيد إيثيلين أمين ليرقات البرمائيات. وتشمل هذه الآثار التداخل مع مورفولوجيا الخياشيم والنفوق إما من فقدان الاستقرار الأسموزي أو الاختناق. في التركيزات شبه المميتة ارتبط التعرض لتركيبات بولي أوكسيد إيثيلين أمين أو الغليفوسات / POEA بالتطور المتأخر، والتطور المتسارع، وانخفاض الحجم في عملية الاستحالة، والتشوهات التطورية للذيل والفم والعين والرأس، والمؤشرات النسيجية للخنثى وأعراض الإجهاد التأكسدي. يمكن أن تسبب التركيبات التي أساسها الغليفوسات إجهادًا تأكسديًا في الضفادع الصغيرة. على الرغم من ذلك لا يُعتبر استخدام مبيدات الآفات التي أساسها الغليفوسات السبب الرئيسي لانحدار البرمائيات، والذي حدث الجزء الأكبر منه قبل الاستخدام الواسع النطاق للغليفوسات أو في المناطق الاستوائية البكر مع الحد الأدنى من التعرض للغليفوسات.
خلص استعراض عام 2000 للبيانات السمية في راوند أب إلى أنه «بالنسبة للاستخدامات الأرضية لمجلة راوند أب، تم التنبؤ بحد أدنى من المخاطر الحادة والمزمنة للكائنات غير المستهدفة التي يحتمل تعرضها». وخلصت أيضًا إلى وجود بعض المخاطر التي تتعرض لها الكائنات المائية المعرضة ل راوند أب في المياه الضحلة.